# Bělopásek jednořadý
Bělopásek jednořadý, (latinsky Limenitis reducta Staudinger, 1901, synonyma Limenitis rivularis (Stichel, 1907), Limenitis anonyma Lewis, 1872 (nomen nudum)) je denní motýl z čeledi babočkovitých (Nymphalidae).

## Rozšíření
Bělopásek jednořadý se vyskytuje ve střední a jižní Evropě (severní Španělsko, jižní a východní Francie, Itálie, Balkán a Alpy), v západní Asii, v Sýrii, na Kavkaze a v Íránu. Tito motýli žijí ve světlých lesích, v lesních pasekách a na okraji lesa, v nadmořské výšce od 0 do 1 650 metrů nad mořem.

## Popis

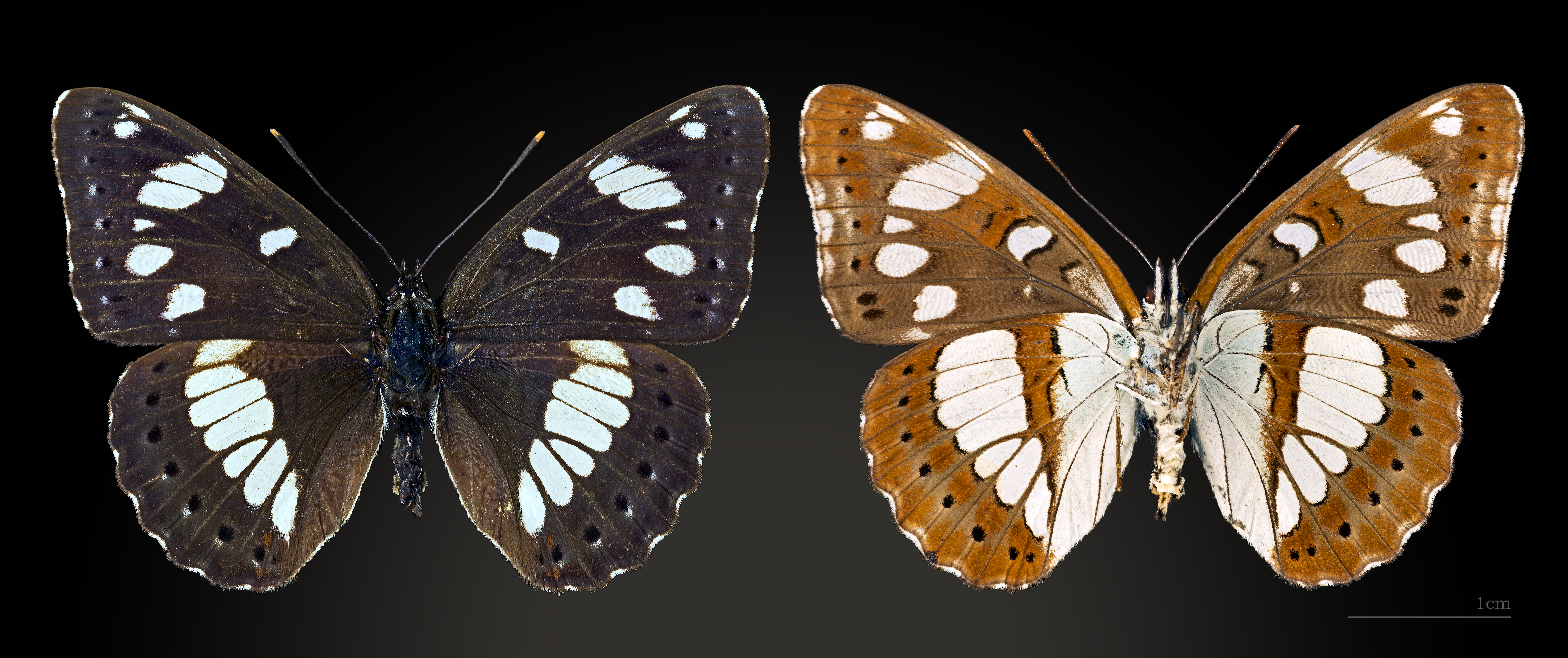
Bělopásek jednořadý, horní a spodní strana křídel.

Motýl má rozpětí křídel 46–54 mm. Horní strana křídel je hnědočerná s kovově modrým leskem, s velkým příčným pruhem bílých znaků a okrajovou linií malých modrých teček. Modrý lesk křídel se mění s úhlem světla. Základní barva spodní strany zadních křídel je červená, se stříbřitou základní oblastí, řadou bílých znaků a řadou černých skvrn. Několik bílých skvrn je také na spodní straně předních křídel.
Housenky mohou dosáhnout délky 27 milimetrů. Na zádech jsou světle až matně zelené, na spodní straně červenohnědé. Na zadní straně mají housenky četné hnědé trny.